# Grand Prix Kanady 2007
 XLV Grand Prix du Canada
- 10. červen 2007
- Okruh Montreal
- 70 kol x 4,361 km = 305,270 km
- 774. Grand Prix
- 1. vítězství Lewis Hamiltona
- 151. vítězství pro McLaren
- 192. vítězství pro Velkou Británii
- 68. vítězství pro vůz se startovním číslem 2

## Výsledky
| Pozice | Jezdec               | Vůz               | Čas            |
| ------ | -------------------- | ----------------- | -------------- |
| 1      | Lewis Hamilton       | McLaren MP4/22    | 1h44:11,292    |
| 2      | Nick Heidfeld        | BMW Sauber F1.07  | á 0:04,343     |
| 3      | Alexander Wurz       | Williams FW29     | á 0:05,325     |
| 4      | Heikki Kovalainen    | Renault R27       | á 0:06,729     |
| 5      | Kimi Räikkönen       | Ferrari F2007     | á 0:13,007     |
| 6      | Takuma Sató          | Super Aguri SA07  | á 0:16,698     |
| 7      | Fernando Alonso      | McLaren MP4/22    | á 0:21,936     |
| 8      | Ralf Schumacher      | Toyota TF107      | á 0:22,888     |
| 9      | Mark Webber          | Red Bull RB3      | á 0:22,960     |
| 10     | Nico Rosberg         | Williams FW29     | á 0:23,984     |
| 11     | Anthony Davidson     | Super Aguri SA07  | á 0:24,318     |
| 12     | Rubens Barrichello   | Honda RA107       | á 0:30,439     |
| Kolo   | Odstoupili           | -                 | -              |
| 58     | Jarno Trulli         | Toyota TF106      | Nehoda         |
| 54     | Vitantonio Liuzzi    | Torro Rosso STR02 | Havárie        |
| 51     | Felipe Massa         | Ferrari F2007     | Diskvalifikace |
| 51     | Giancarlo Fisichella | Renault R27       | Diskvalifikace |
| 47     | Christijan Albers    | Spyker F8-VII     | Nehoda         |
| 36     | David Coulthard      | Red Bull RB3      | Převodovka     |
| 26     | Robert Kubica        | BMW Sauber F1.07  | Nehoda         |
| 21     | Adrian Sutil         | Spyker F8-VII     | Nehoda         |
| 8      | Scott Speed          | Torro Rosso STR02 | Nehoda         |
| 1      | Jenson Button        | Honda RA107       | Převodovka     |

- Massa a Fisichella diskvalifikováni za nerespektování červeného světla při výjezdu z boxu.

### Nejrychlejší kolo
Fernando Alonso- McLaren MP4/22- 1:16.367
- 10. nejrychlejší kolo Fernanda Alonsa
- 132. nejrychlejší kolo pro McLaren
- 11. nejrychlejší kolo pro Španělsko
- 118. nejrychlejší kolo pro vůz se startovním číslem 1

### Vedení v závodě
- 1.–21. kolo Lewis Hamilton
- 22.–24. kolo Felipe Massa
- 25.–70. kolo Lewis Hamilton

### Safety Car
- 23.–26. kolo – Havárie Sutila
- 28.–33. kolo – Havárie Kubici
- 51.–54. kolo – Odklízení úlomku z vozu Alberse
- 56.–60. kolo – Havárie Liuzziho

### Postavení na startu
Lewis Hamilton- McLaren MP4/22- 1:15.707
- 1. Pole position Lewis Hamiltona
- 127. Pole position pro McLaren
- 182. Pole position pro Velkou Británii
- 80. Pole position pro vůz se startovním číslem 2
- Modře startoval z boxu.
- Žlutě rozhodující čas pro postavení na startu.
- Červeně posunutí o deset míst na startu – výměna motoru

| *  | *                                     | *  | *                                     | Kvalifikace III.                      | Kvalifikace II.                       | Kvalifikace I.                        |
| -- | ------------------------------------- | -- | ------------------------------------- | ------------------------------------- | ------------------------------------- | ------------------------------------- |
| 1  | Lewis Hamilton McLaren 1'15.707       |    |                                       | Lewis Hamilton McLaren 1'15.707       | Lewis Hamilton McLaren 1'15.486       | Kimi Räikkönen Ferrari 1:16.468       |
|    |                                       | 2  | Fernando Alonso McLaren 1:16.163      | Fernando Alonso McLaren 1:16.163      | Fernando Alonso McLaren 1:15.522      | Fernando Alonso McLaren 1:16.562      |
| 3  | Nick Heidfeld BMW 1'16.266            |    |                                       | Nick Heidfeld BMW 1'16.266            | Nick Heidfeld BMW 1'15.960            | Lewis Hamilton McLaren 1'16.576       |
|    |                                       | 4  | Kimi Räikkönen Ferrari 1'16.411       | Kimi Räikkönen Ferrari 1'16.411       | Felipe Massa Ferrari 1:16.138         | Felipe Massa Ferrari 1:16.756         |
| 5  | Felipe Massa Ferrari 1'16.570         |    |                                       | Felipe Massa Ferrari 1'16.570         | Nico Rosberg Williams 1:16.190        | Giancarlo Fisichella Renault 1:16.805 |
|    |                                       | 6  | Mark Webber Red Bull 1'16.913         | Mark Webber Red Bull 1'16.913         | Mark Webber Red Bull 1'16.257         | Nick Heidfeld BMW 1'17.006            |
| 7  | Nico Rosberg Williams 1'16.919        |    |                                       | Nico Rosberg Williams 1'16.919        | Giancarlo Fisichella Renault 1:16.288 | Rubens Barrichello Honda 1:17.011     |
|    |                                       | 8  | Robert Kubica BMW 1:16.993            | Robert Kubica BMW 1:16.993            | Robert Kubica BMW 1:16.368            | Nico Rosberg Williams 1'17.016        |
| 9  | Giancarlo Fisichella Renault 1'17.229 |    |                                       | Giancarlo Fisichella Renault 1'17.229 | Kimi Räikkönen Ferrari 1'16.592       | Robert Kubica BMW 1:17.267            |
|    |                                       | 10 | Jarno Trulli Toyota 1'17.747          | Jarno Trulli Toyota 1'17.747          | Jarno Trulli Toyota 1'16.600          | Mark Webber Red Bull 1'17.315         |
| 11 | Takuma Sató Super Aguri 1'16.743      |    |                                       |                                       | Takuma Sató Super Aguri 1'16.743      | Jarno Trulli Toyota 1'17.324          |
|    |                                       | 12 | Vitantonio Liuzzi Toro Rosso 1'16.760 |                                       | Vitantonio Liuzzi Toro Rosso 1'16.760 | Scott Speed Toro Rosso 1:17,433       |
| 13 | Rubens Barrichello Honda 1'17.116     |    |                                       |                                       | Rubens Barrichello Honda 1'17.116     | David Coulthard Red Bull 1:17.436     |
|    |                                       | 14 | David Coulthard Red Bull 1'17.304     |                                       | David Coulthard Red Bull 1'17.304     | Takuma Sató Super Aguri 1'17.490      |
| 15 | Jenson Button Honda 1'17.541          |    |                                       |                                       | Jenson Button Honda 1'17.541          | Jenson Button Honda 1'17.522          |
|    |                                       | 16 | Scott Speed Toro Rosso 1'17.571       |                                       | Scott Speed Toro Rosso 1'17.571       | Vitantonio Liuzzi Toro Rosso 1'17.541 |
| 17 | Anthony Davidson Super Aguri 1'17.542 |    |                                       |                                       |                                       | Anthony Davidson Super Aguri 1'17.542 |
|    |                                       | 18 | Ralf Schumacher Toyota 1'17.634       |                                       |                                       | Ralf Schumacher Toyota 1'17.634       |
| 19 | Alexander Wurz Williams 1'18.089      |    |                                       |                                       |                                       | Heikki Kovalainen Renault 1'17.806    |
|    |                                       | 20 | Adrian Sutil Spyker 1'18.536          |                                       |                                       | Alexander Wurz Williams 1'18.089      |
| 21 | Christijan Albers Spyker 1'19.196     |    |                                       |                                       |                                       | Adrian Sutil Spyker 1'18.536          |
|    |                                       | 22 | Heikki Kovalainen Renault 1'17.806    |                                       |                                       | Christijan Albers Spyker 1'19.196     |

### Sobotní tréninky
| 1  | Lewis Hamilton McLaren 1:16.071       | 2  | Kimi Räikkönen Ferrari 1:16.459       |
| 3  | Fernando Alonso McLaren 1:16.465      | 4  | Felipe Massa Ferrari 1:16.666         |
| 5  | Takuma Sató Super Aguri 1:16.864      | 6  | Nico Rosberg Williams 1:16.975        |
| 7  | Mark Webber Red Bull 1:17.071         | 8  | Rubens Barrichello Honda 1:17.329     |
| 9  | David Coulthard Red Bull 1:17.391     | 10 | Anthony Davidson Super Aguri 1:17.391 |
| 11 | Giancarlo Fisichella Renault 1:17.454 | 12 | Jenson Button Honda 1:17.468          |
| 13 | Robert Kubica BMW 1:17.601            | 14 | Jarno Trulli Toyota 1:17.624          |
| 15 | Scott Speed Toro Rosso 1:17.742       | 16 | Ralf Schumacher Toyota 1:17.748       |
| 17 | Vitantonio Liuzzi Toro Rosso 1:17.799 | 18 | Adrian Sutil Spyker 1:18.270          |
| 19 | Nick Heidfeld BMW 1:18.428            | 20 | Alexander Wurz Williams 1:18.489      |
| 21 | Heikki Kovalainen Renault 1:18.758    | 22 | Christijan Albers Spyker 1:18.933     |

### Páteční tréninky
| *  | I. Trénink                            | *  | II. Trénink                           |
| -- | ------------------------------------- | -- | ------------------------------------- |
| 1  | Fernando Alonso McLaren 1:17.759      | 1  | Fernando Alonso McLaren 1:16.550      |
| 2  | Lewis Hamilton McLaren 1:17.976       | 2  | Felipe Massa Ferrari 1:17.090         |
| 3  | Kimi Räikkönen Ferrari 1:18.136       | 3  | Lewis Hamilton McLaren 1:17.307       |
| 4  | Felipe Massa Ferrari 1:18.167         | 4  | Kimi Räikkönen Ferrari 1:17.515       |
| 5  | Mark Webber Red Bull 1:18.301         | 5  | Nick Heidfeld BMW 1:17.827            |
| 6  | Giancarlo Fisichella Renault 1:18.620 | 6  | Nico Rosberg Williams 1:17.992        |
| 7  | Nick Heidfeld BMW 1:18.634            | 7  | Rubens Barrichello Honda 1:18.108     |
| 8  | Ralf Schumacher Toyota 1:18.652       | 8  | Giancarlo Fisichella Renault 1:18.130 |
| 9  | David Coulthard Red Bull 1:18.896     | 9  | Mark Webber Red Bull 1:18.181         |
| 10 | Anthony Davidson Super Aguri 1:18.896 | 10 | Takuma Sató Super Aguri 1:18.309      |
| 11 | Takuma Sató Super Aguri 1:18.898      | 11 | David Coulthard Red Bull 1:18.316     |
| 12 | Jarno Trulli Toyota 1:18.925          | 12 | Robert Kubica BMW 1:18.399            |
| 13 | Jenson Button Honda 1:18.932          | 13 | Jenson Button Honda 1:18.474          |
| 14 | Heikki Kovalainen Renault 1:18.997    | 14 | Vitantonio Liuzzi Toro Rosso 1:18.493 |
| 15 | Alexander Wurz Williams 1:19.189      | 15 | Anthony Davidson Super Aguri 1:18.545 |
| 16 | Scott Speed Toro Rosso 1:19.234       | 16 | Scott Speed Toro Rosso 1:18.602       |
| 17 | Kazuki Nakadžima Williams 1:19.273    | 17 | Alexander Wurz Williams 1:18.871      |
| 18 | Rubens Barrichello Honda 1:19.937     | 18 | Jarno Trulli Toyota 1:18.895          |
| 19 | Vitantonio Liuzzi Toro Rosso 1:20.331 | 19 | Ralf Schumacher Toyota 1:19.331       |
| 20 | Christijan Albers Spyker 1:21.251     | 20 | Christijan Albers Spyker 1:19.453     |
| 21 | Adrian Sutil Spyker 1:21.630          | 21 | Adrian Sutil Spyker 1:19.662          |
| 22 | Robert Kubica BMW ****                | 22 | Heikki Kovalainen Renault 1:20.519    |

### Zajímavosti
- 6. podium v řadě za sebou pro Hamiltona
- 500. GP pro Williams

| Pole position      | Vítězství          | Nej. kolo       |
| Spojené království | Spojené království | Španělsko       |
| Lewis Hamilton     | Lewis Hamilton     | Fernando Alonso |
| McLaren MP4/22     | McLaren MP4/22     | McLaren MP4/22  |
| 1'15.707           | 1:44'11.292        | 1'16.367        |
| 207.373 km/h       | 175.799 km/h       | 205.581 km/h    |
| ------------------ | ------------------ | --------------- |

### Stav MS
| *  | Jezdec               | Body |
| -- | -------------------- | ---- |
| 1  | Lewis Hamilton       | 48   |
| 2  | Fernando Alonso      | 40   |
| 3  | Felipe Massa         | 33   |
| 4  | Kimi Räikkönen       | 27   |
| 5  | Nick Heidfeld        | 26   |
| 6  | Giancarlo Fisichella | 13   |
| 7  | Robert Kubica        | 12   |
| 8  | Alexander Wurz       | 8    |
| 9  | Heikki Kovalainen    | 8    |
| 10 | Nico Rosberg         | 5    |
| 11 | Jarno Trulli         | 4    |
| 12 | David Coulthard      | 4    |
| 13 | Takuma Sató          | 4    |
| 13 | Ralf Schumacher      | 2    |

| * | Vůz         | Body |
| - | ----------- | ---- |
| 1 | McLaren     | 88   |
| 2 | Ferrari     | 60   |
| 3 | BMW         | 38   |
| 4 | Renault     | 21   |
| 5 | Williams    | 13   |
| 6 | Toyota      | 5    |
| 7 | Red Bull    | 4    |
| 8 | Super Aguri | 4    |

| * | Stát           | Body |
| - | -------------- | ---- |
| 1 | Velká Británie | 52   |
| 2 | Španělsko      | 40   |
| 3 | Finsko         | 35   |
| 4 | Brazílie       | 33   |
| 5 | Německo        | 33   |
| 6 | Itálie         | 17   |
| 7 | Polsko         | 12   |
| 8 | Rakousko       | 10   |
| 9 | Japonsko       | 4    |